# Dexter (Minnesota)
Dexter – miasto w Stanach Zjednoczonych, w stanie Minnesota, w hrabstwie Mower.